# Place du Kremlin (Vologda)

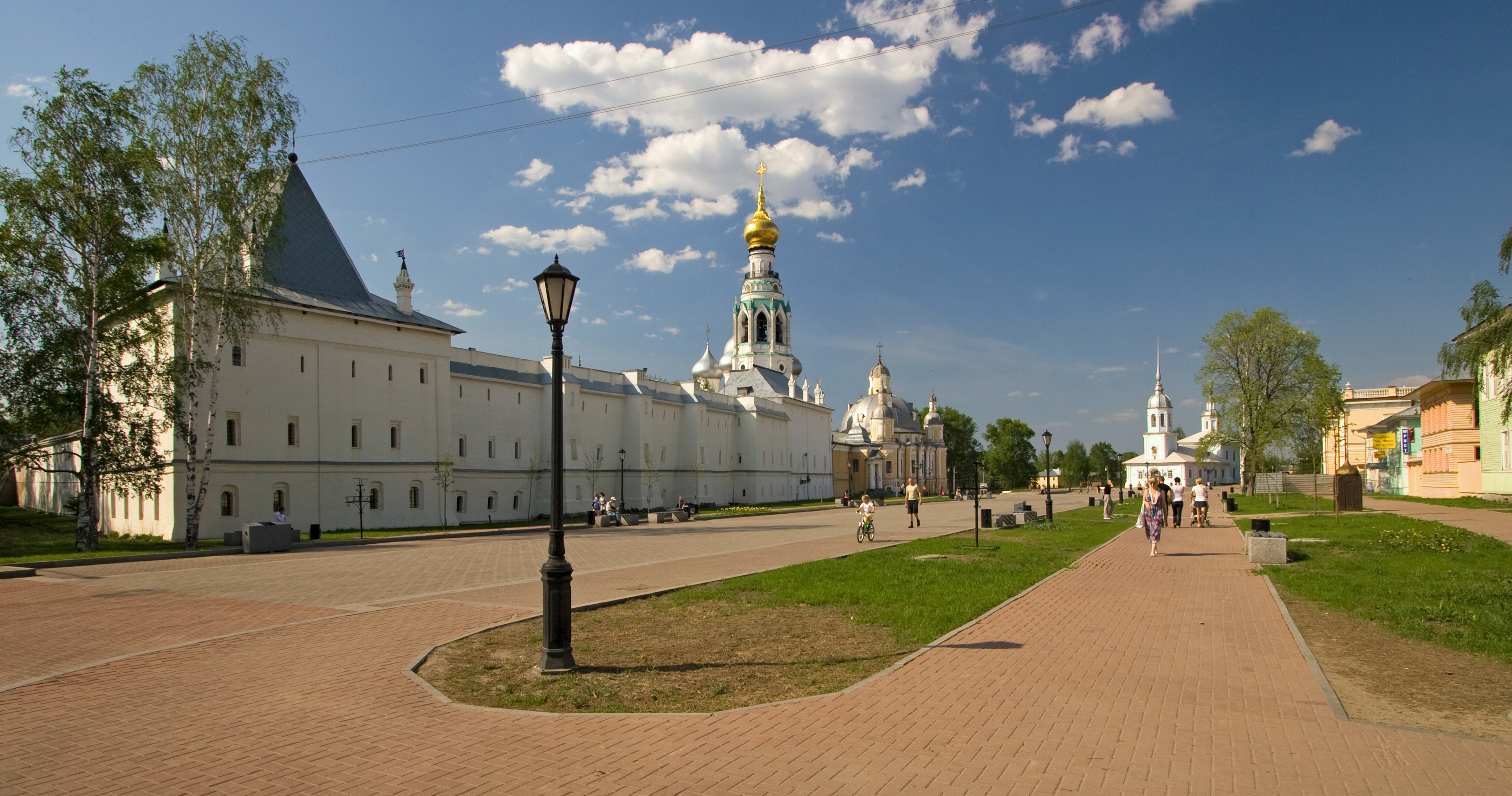
La place du Kremlin. À gauche, le
kremlin de Vologda avec le clocher de Sainte-Sophie. Au fond, l'église Saint-Alexandre-Nevski.

La place du Kremlin (Кремлёвская пло́щадь, Kremliovskaïa plochtchad) est le grande place de la partie ancienne de la ville de Vologda dans le nord-ouest de la 
Russie. Elle s'étend le long de la cour de l'Archevêque, ou kremlin de Vologda, et de la cathédrale Sainte-Sophie.  

## История
Initialement, les trottoirs et la chaussée de la place du Kremlin étaient recouverts de planches de bois. En 1947, pour le 800e anniversaire de la ville, la place est pavée. Les deux allées sont restaurées et une pelouse est aménagée au milieu. En 1957, la chaussée est recouverte d'asphalte. La circulation automobile est interdite au milieu des années 1970.
En 1960, l'on construit pour l'exposition jubilaire industrielle de l'oblast de Vologda un pavillon de verre, près de l'église Saint-Alexandre-Nevski, consacré aux machines et aux véhicules qui reste en place plusieurs années.
En 2006, l'on reconstruit la place, ce qui est terminé en 2007. L'ensemble est recouvert de carreaux et la pelouse au centre, sur laquelle poussaient des épicéas, est supprimée. La zone devient piétonnière. 

## Photographie

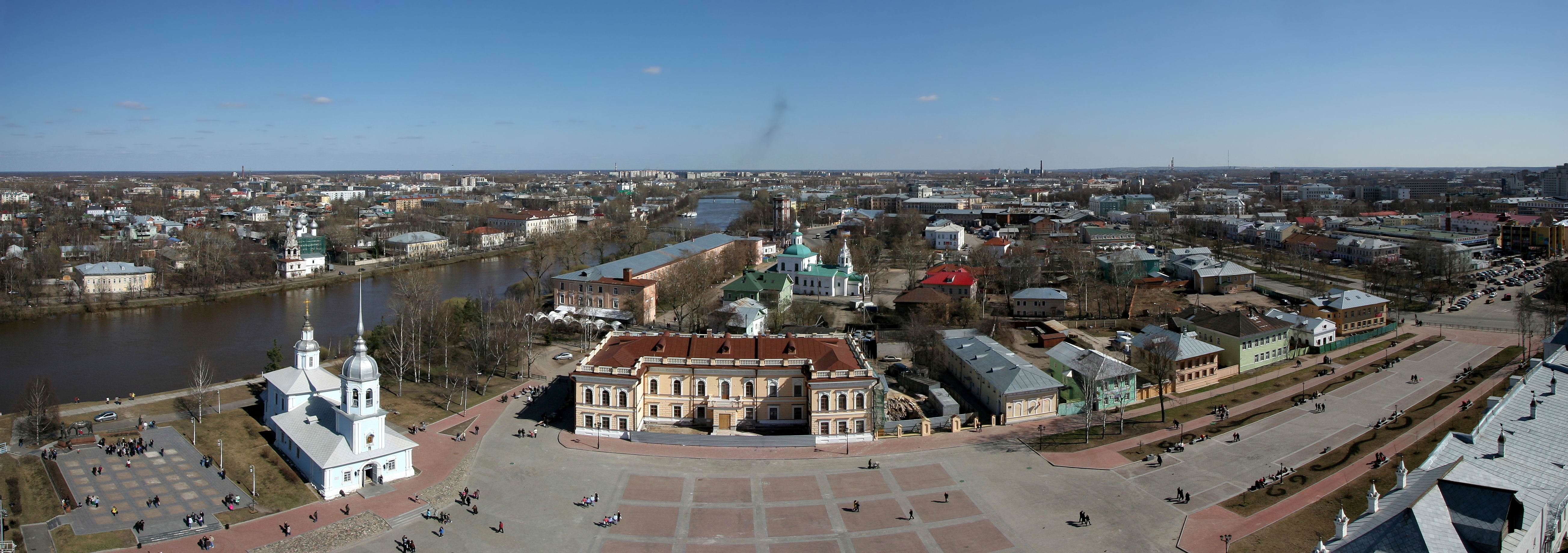
Vue d'ensemble prise du clocher de la cathédrale Sainte-Sophie.